# یوتوا-۶۵
یوتوا-۶۵ (به انگلیسی: Utva-65) یک هواگرد ملخ‌پیشین تک‌موتوره از نوع سم پاش ساخت شرکت Fabrika Aviona Utva است. هواگرد یوتوا-۶۵ نخستین پروازش را در ۱۹۶۵ میلادی انجام داد. در مجموع، تعداد ۶۹ فروند از این هواگرد ساخته شده‌است.
طراح این هواگرد، B. Nikolic, M. Dabinovic and S. Cotič بود.